# مناهج مناهضة التحيز
المناهج المناهضة للتحيز هي نهج ناشط للمناهج التعليمية التي تحاول تحدي الأحكام المسبقة مثل العنصرية والتمييز على أساس الجنس والقدرات والتفرقة العمرية والوزن ورهاب المثلية والطبقية والتلوين والطول والأيدي والتمييز الديني وأشكال أخرى من الكيروقراطية. هذا النهج تفضله منظمات الحقوق المدنية مثل رابطة مكافحة التشهير.
المناهج المناهضة للعنصرية هي جزء من حركة بنائية اجتماعية أوسع في المجتمعات المختلفة في العالم الغربي، حيث يُنظر إلى العديد من وجهات النظر العلمية على أنها مظاهر للثقافات الغربية التي تتمتع بمكانة متميزة على مجتمعات "الجنوب العالمي"، إلى جانب الادعاء بوجود جانب اجتماعي ثقافي للتعليم، أي أن دراسات هذه الموضوعات في المجتمعات الغربية أظهرت عادةً تحيزًا عرقيًا وثقافيًا، وأنها تركز كثيرًا على "الرجال البيض القتلى"، خاصة في الرياضيات.